# Trinidad Piriz
Trinidad Piriz Correa (Santiago, 3 de noviembre de 1982) es una dramaturga y actriz chilena.

## Biografía
En 2004 se tituló de actriz por la Universidad Finis Terrae, obtuvo la Beca Presidente de la República para estudiar teatro musical en Goldsmiths, Universidad de Londres, donde conoció a Paula Aros con quien desarrolló una serie de performances, incluyendo Home, estrenada en Inglaterra (2007) y en Chile (2008).
En 2010 comenzó a impartir docencia en la Escuela de Teatro de la Universidad Católica de Chile, Universidad de Chile y Universidad Mayor.Dos años más tarde, escribió su primera obra de teatro, Helen Brown, basada en su estadía en Europa. En 2013 produjo junto a Daniel Marabolí y Alejandro Moreno la obra Teatro Nacional, escrita por Alejandro Moreno.
En 2020 Piriz dirigió el podcast El estallido de las cosas junto a María Court. En 2022 fue nombrada directora de Podium Podcast, propiedad de Prisa Media, donde dirigió su primer pódcast: Expertas en Nada con Paloma Salas y Elisa Zulueta.Dos años más tarde, dirigió Necesito poder respirar: la vida de Jorge González, un podcast biográfico chileno sobre la vida del cantante Jorge González, fundador de Los Prisioneros, con motivo de su cumpleaños número 60.

## Obras
- Helen Brown (2012)
- Teatronacional (2013)
- Ithaca (2015)
- Fin (2017)
- Coro (2019)[2]